# إكس هامستر
إكس هامستر (بالإنجليزية: xHamster)‏ هو موقع موقع مشاركة فيديو إباحي تأسس في 2 أبريل 2007.يقع مقره الرئيسي في ليماسول،قبرص.